# Jean-Pierre Havrin
Jean-Pierre Havrin est un ancien haut fonctionnaire de police, syndicaliste au Syndicat des commissaires de la Police nationale et homme politique français né le 2 décembre 1947 à Saint-Germain-du-Puch en Gironde.

## Biographie
En 1967, il s’engage dans la Marine nationale.
Il entame ensuite une carrière dans la police nationale : il est successivement chef de circonscription à Annecy (Haute-Savoie) et à Saint-Amand-les-Eaux (Nord) puis chef de circonscription et directeur départemental des polices urbaines (DDPU) du Lot à Cahors. En 1989, il devient secrétaire général du Syndicat des commissaires et des hauts fonctionnaires de la police nationale (SCHF). En 1992 il est commissaire divisionnaire et directeur départemental de la sécurité publique à Nîmes. De 1997 à 1999, il est conseiller technique du cabinet du ministre de l’intérieur Jean-Pierre Chevènement et met en place la police de proximité. De 1999 à 2003 il est directeur départemental de la sécurité publique de Haute-Garonne à Toulouse, ville pilote pour la police de proximité.
De 2001 à 2007 il est président de la Fédération sportive de la police française (FSPF).
Le 2 décembre 2007 il part à la retraite. De 2008 à 2014, il est adjoint à la sécurité à la mairie de Toulouse, sous la direction de Pierre Cohen,.
Il est particulièrement visé par les propos ironiques de Nicolas Sarkozy, ministre de l'Intérieur, alors en visite à Toulouse le 3 février 2003, qui fustige devant les caméras de télévision les dérives de la police de proximité « qui n’est pas là pour organiser des matchs de rugby ». Il est démis de ses fonctions en 2004. Il « réglera ses comptes » par l'écriture d'un livre en 2010.

## Distinctions
- Chevalier de la Légion d'honneur (décret du 31 décembre 1999)[10].